# Freddie Deronde
Freddie Deronde (* 20. September 1938 in Brüssel; † 6. Januar 2012 in Wavre) war ein belgischer Jazz-Bassist.

## Leben und Wirken
Deronde begann mit neun Jahren autodidaktisch Gitarre zu spielen; 1955 nahm er am Nachwuchswettbewerb des Hot Club de Belgique teil und gewann den Django Reinhardt-Preis. Er wechselte dann zur Bassgitarre und schließlich unter dem Einfluss von Benoît Quersin zum Kontrabass. Seine Karriere als professioneller Musiker begann im Orchester des Trompeters Al Goyens, mit dem er auch in den Stützpunkten der US-Streitkräfte in Westdeutschland konzertierte. 1960 arbeitete im International Jazz Quartet mit dem Baritonsaxophonisten Lennart Jansson, Lloyd Miller und Schlagzeuger George Solano, mit dem er in Belgien und auf dem Comblain Jazz Festival auftrat. Nach seiner Rückkehr nach Brüssel trat er Anfang der 1960er Jahre im Club La Rose Noire bei Jamsessions auf, u. a. mit gastierenden US-Amerikanern wie Bud Powell und Musikern der Quincy-Jones-Band wie Phil Woods, Clark Terry, Sahib Shihab, Jerome Richardson und Melba Liston. Seit 1961 spielte er im Trio des holländischen Pianisten Jack van Poll, mit dem er u. a. 1963 auf dem Jazzfestival in Antibes auftrat.
Mitte der 1960er Jahre integrierte er amerikanische Vorbilder wie Red Mitchell, Percy Heath, Paul Chambers und besonders Scott LaFaro in sein Spiel. In den folgenden Jahren tourte er u. a. mit René Thomas, Stu Martin und Chet Baker; außerdem begleitete er in Belgien Joe Henderson, Lee Konitz, Stuff Smith, Al Cohn, Zoot Sims, Don Byas und Hank Mobley. 1968/69 konzertierte er auf dem Montreux Jazz Festival jeweils mit Philip Catherine, 1970 mit Stu Martin und Etienne Verschueren. Im selben Jahr war er an Catherines Album Stream mit Jiggs Whigham und Marc Moulin beteiligt. Anfang der 1970er Jahre arbeitete er ferner mit Jean-Luc Pontys Experience, Chet Baker, Robin Kenyatta, Michel Herr (Ouverture Eclair, 1973) und Clifford Jordan. In den 1980er Jahren begleitete er gastierende amerikanische Musiker wie Art Taylor, Ted Curson, Jon Eardley, Pepper Adams und J. R. Monterose; außerdem spielte er in der Jazzrock-Formation Casino Railway von Philip Catherine und Marc Moulin. 1981 trat er mit eigener Band auf dem Cascais Jazz Festival in Portugal auf. Mitte der 1980er Jahre musste er krankheitsbedingt seine Karriere unterbrechen, bevor er mit J. R. Monterose mehrfach auf  USA-Tournee ging. 1989 nahm er unter eigenem Namen das Album Spontaneous Effort (Igloo) auf, bei dem Monterose, Philip Catherine, Michel Herr und der Schlagzeuger Jan De Haas mitwirkten. In den 1990er Jahren spielte er im Trio mit Diederik Wissels oder Michel Herr und Dré Pallemaerts und auch mit Erwin Vann, Bert Joris, Peter Hertmans und Jan De Haas. 1994/95 stellte er nach dem Vorbild der Band von René Thomas mit Chet Baker ein pianoloses Quartett mit Gino Lattuca, Jacques Pirotton und De Haas zusammen. 2004 wirkte er noch bei einem Tributkonzert für Scott LaFaro mit.
Er starb im Januar 2012 im Krankenhaus Bois de la Pierre in Wavre.